# Haploparmena angolana
Haploparmena angolana là một loài bọ cánh cứng trong họ Cerambycidae.